# Bispgårdens landsfiskalsdistrikt
Bispgårdens landsfiskalsdistrikt var 1918–1964 ett landsfiskalsdistrikt i Jämtlands län, bildat som Fors landsfiskalsdistrikt när Sveriges indelning i landsfiskalsdistrikt trädde i kraft den 1 januari 1918, enligt beslut den 7 september 1917. När Sveriges nya indelning i landsfiskalsdistrikt trädde i kraft den 1 januari 1952 (enligt kungörelsen 1 juni 1951) ändrades distriktets namn till Bispgårdens landsfiskalsdistrikt. Den 1 januari 1965 avskaffades i Sverige samtliga landsfiskaler och landsfiskalsdistrikt, och deras arbetsuppgifter delades upp på de nyskapade indelningarna polisdistrikt, åklagardistrikt och kronofogdedistrikt.
Landsfiskalsdistriktet låg under länsstyrelsen i Jämtlands län.

## Ingående områden
Genom kommunreformen 1 januari 1952 sammanslogs landskommunerna Håsjö och Hällesjö till Kälarne landskommun.

### Från 1918
- Fors landskommun
- Håsjö landskommun
- Hällesjö landskommun

### Från 1952
- Fors landskommun
- Kälarne landskommun